# Gara Deda
Gara Deda este o stație de cale ferată care deservește comuna Deda, județul Mureș, România.